# Environmental Defense Fund
Environmental defense fund (EDF, en français : Fonds de défense environnemental) est une organisation non gouvernementale agissant dans le domaine de la protection de l'environnement. Créée aux États-Unis en 1967, elle est forte de 700 000 membres. Le fonds disposait au 30 septembre 2022 d'un capital de 418 millions de dollars.
Elle se consacre à la protection des droits des citoyens envers l'environnement, y compris ceux des générations futures. Ses thèmes d'action incluent le Réchauffement climatique, la restauration des écosystèmes, la protection des océans et la santé publique.
Elle est accréditée auprès de l'ONU depuis 1993.
Son premier succès fut de faire interdire l'utilisation du DDT dans l'État de New York, puis sur tout le territoire des États-Unis en 1972.
Le fonds a envoyé en mars 2024 un satellite de mesure des émissions du méthane, puissant gaz à effet de serre, nommé MethaneSat.